# Томас Тотланд
Томас Тотланд (норв. Tomas Totland, нар. 28 вересня 1999, Берген, Норвегія) — норвезький футболіст, фланговий захисник шведського клубу «Геккен».

## Ігрова кар'єра

### Клубна
Томас Тотланд народився у місті Берген і займатися футболом почав у місцевій команді «Фола». У квітні 2015 року він дебютував в основному складі. Перед початком сезону 2017 року Тотланд підписав контракт з клубом «Согндал» але до кінця року залишався у «Фолі» на правах оренди.
У січні 2021 року футболіст підписав чотирирічний контракт клубом Елітсерії «Тромсе» і у травні зіграв першу гру у новій команді. Та вже за рік Тотланд перебрався до Швеції, де уклав чотирічну угоду з клубом Аллсвенскан «Геккен». Першу гру в новій команді Тотланд провів у лютому у рамках Кубку Швеції.

### Збірна
У 2019 році Тотланд потрапив у заявку молодіжної збірної Норвегії на молодіжний чемпіонат світу, що проходив у Польщі. На утрнірі Тотланд взяв участь у матчі проти команди Гондурасу.

## Титули і досягнення
- Чемпіон Швеції (1):

«Геккен»: 2022
- Володар Кубка Швеції (1):

«Геккен»: 2022-23